# Chico Freeman

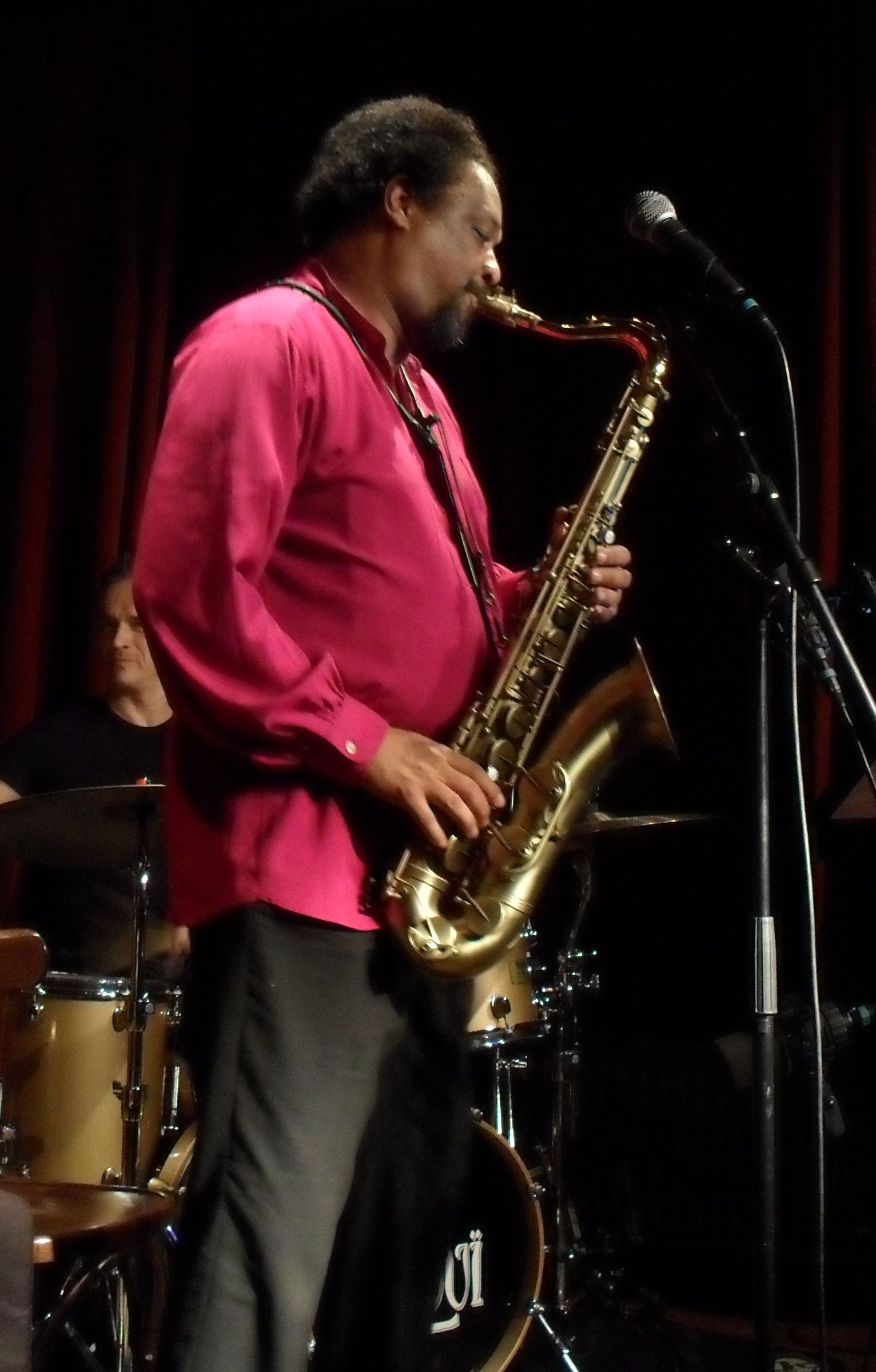
Chico Freeman 2011, L'Inouï Jazz club, Redange, Luxemburgo.

Chico Freeman, de seu nome Earl Lavon Freeman, Jr. (Chicago, 17 de Julho de 1949), é um saxofonista tenor de jazz, norte-americano. O seu estilo tem influências de post-bop e jazz de fusão.

## Biografia
Chico Freeman nasceu em Chicago, no estado de Illinois, em 17 de Julho de 1949. É filho do, também, músico de jazz Von Freeman. Licenciou-se em matemática, na universidade de Northwestern em 1972, e na sua carreira de músico começou por tocar trompete. Estudou música, tanto ao nível da composição, como da teoria, e ensinou na escola de música de Chicago, AACM (Association for the Advancement of Creative Musicians) .
Após tocar com pequenos grupos de rhythm and blues, onde se salienta Memphis Slim, The Temptations, The Four Tops, Jackie Wilson, The Dell] e The Isley Brothers, Freeman muda-se para Nova Iorque, onde toca com alguns músicos famosos do mundo do jazz, como Sun Ra, Elvin Jones, Jack DeJohnette, Sam Rivers ou Don Pullen.
Em 1982, após tocar num concerto no Lincoln Center, Freeman, grava um álbum, juntamente com outros músicos; o jornal New York Times, refere o seu trabalho Whatever Happened To the Dream Deferre, de 14 minutos, como uma das melhores composições desse álbum. 
Na sua carreira de músico, Freeman formou os The Leaders (com Cecil McBee, Kirk Lightsey, Lester Bowie, Arthur Blythe, e Famadou Don Moye - 1986), e criou a sua própria banda, os Brainstorm, em 1989.

## Discografia
- Morning Prayer, (India Navigation, 1976)
- Chico, (India Navigation, 1977)
- No Time Left, (Black Saint,  1977)
- Beyond the Rain, (Contemporary, 1978)
- Kings of Mali, (India Navigation, 1978)
- Spirit Sensitive, (India Navigation, 1979)
- Peaceful Heart/Gentle, (Spirit Contemporary, 1980)
- The Outside Within, (India Navigation, 1981)
- The Search, (India Navigation, 1981)
- Destiny’s Dance, (Contemporary, 1981)
- Tradition in Transition, (produzido por Chico Freeman, Electra/Musician, 1982)
- Tangents, (produzido por Chico Freeman, Electra/Musician, 1984)
- Live at Ronnie Scotts, (Wadham Films/London, 1986)
- The Pied Piper, (produzido por Chico Freeman, Blackhawk, 1987)
- Tales of Ellington, (produzido por Chico Freeman, Blackhawk, 1987)
- Luminous, (Jazzhouse, 1988)
- Mystical Dreamer, (produzido por Chico Freeman; com a banda Brainstorm; In & Out Records, 1989
- You’ll Know When You Get There, (produzido por Chico Freeman, Black Saint,  1990 )
- Sweet Explosion, (produzido por Chico Freeman; com a banda Brainstorm;  In & Out Records, 1990)
- Threshold, (produzido por Chico Freeman; com a banda Brainstorm; In & Out Records, 1993)
- The Unspoken Word, (Jazz House, 1994)
- Focus, (Contemporary/Fantasy,  1995)
- Still Sensitive, (India Navigation, 1995)
- The Emissary, (produzido por Chico Freeman, Clarity Recordings 1996
- Von & Chico Freeman Live at the Blue Note with Special Guest Dianne Reeves,  Half Note Records,  1999)
- Oh, By the Way, (produzido por Chico Freeman, Double Moon Records, 2002)